# Memoriał Luboša Tomíčka
Memoriał Luboša Tomíčka – rozgrywane corocznie od 1969 r. w Pradze zawody żużlowe, mające na celu upamiętnienie czechosłowackiego żużlowca Luboša Tomíčka, który zginął tragicznie w Pardubicach w 1968 roku.